# Ingemar Franzén
Rune Ingemar Hubert Franzén (Tingsryd, 3 maggio 1927 – Upplands Väsby, 9 febbraio 1985) è stato un sollevatore svedese che gareggiò nella categoria dei pesi medi e massimi leggeri.

## Carriera
Nativo del quartiere di Älmeboda, militò nel Södertälje AK. Divenne campione svedese cinque volte nella classe da 75 kg. nel sollevamento a un braccio (1947, 1948, 1949, 1950 e 1951). Successivamente, in Svezia le gare di sollevamento a un braccio sono scomparse, sostituite dalle gare di sollevamento a due braccia. Vinse poi altre quattro volte il campionato svedese nella classe dei 75 kg nel 1954, 1955, 1956 e 1957. Franzén è poi passato alla classe dei massimi leggeri (fino a 82,5 kg.) dove ha vinto altri sei campionati svedesi: 1958, 1959, 1961, 1962, 1963 e 1964.
Ai campionati mondiali ed europei di sollevamento pesi del 1955 di Monaco di Baviera, Franzén vinse il bronzo mondiale e l'argento europeo. Conquistò anche il bronzo ai campionati europei di sollevamento pesi nel 1954 a Vienna. Partecipò ai Giochi olimpici di Melbourne nel 1956, dove uscì subito dalla gara nell'esercizio della distensione lenta.
Dopo la fine della carriera agonistica, nel 1964 fondò il Väsby Atletklubb. Morì nel febbraio del 1985 all'età di 57 anni.